# U-74 (1940)
| U-74                                   | U-74 | U-74 |
| -------------------------------------- | --- | --- |
|                                        | | |
|                                        | | |
| Підводний човен U-52, аналогічний U-74 | | |
| Під прапором                           | Третій Рейх | Третій Рейх |
| Спуск на воду                          | 31 серпня 1940 року | 31 серпня 1940 року |
| Виведений зі складу флоту              | 31 жовтня 1940 року | 31 жовтня 1940 року |
| Сучасний статус                        | 2 травня 1942 року потоплений глибинними бомбами та бомбами «Хеджхог» східніше Картахени британських есмінців «Ресле» та «Вішарт» | 2 травня 1942 року потоплений глибинними бомбами та бомбами «Хеджхог» східніше Картахени британських есмінців «Ресле» та «Вішарт» |
| Проєкт                                 | | |
| Тип ПЧ                                 | Торпедний ДПЧ | Торпедний ДПЧ |
| Розробник проєкту                      | Friedrich Krupp Germaniawerft, Кіль                                                                                               | Friedrich Krupp Germaniawerft, Кіль                                                                                               |
| Вартість                               | 4 439 000 ℛℳ | 4 439 000 ℛℳ |
| Основні характеристики                 | | |
| Швидкість (надводна)                   | 17,9 вузла | 17,9 вузла |
| Швидкість (підводна)                   | 8 вузлів | 8 вузлів |
| Робоча глибина занурення               | 100 м | 100 м |
| Гранична глибина занурення             | 220 м | 220 м |
| Автономність плавання                  | 135—174 км на швидкості 4 вузли (в підводному положенні) 11 470 км на швидкості 10 вузлів (у надводному положенні)                | 135—174 км на швидкості 4 вузли (в підводному положенні) 11 470 км на швидкості 10 вузлів (у надводному положенні)                |
| Екіпаж                                 | 44—60 осіб | 44—60 осіб |
| Розміри                                | | |
| Довжина найбільша (по КВЛ)             | 66,5 м | 66,5 м |
| Ширина корпусу найб.                   | 6,2 м | 6,2 м |
| Середня осадка (по КВЛ)                | 4,74 м | 4,74 м |
| Водотоннажність надводна               | 753 т | 753 т |
| Озброєння                              | | |
| Артилерія                              | 1 × 88-мм палубна гармата SK C/35 1 × 20-мм зенітна гармата FlaK 30 Flakvierling                                                  | 1 × 88-мм палубна гармата SK C/35 1 × 20-мм зенітна гармата FlaK 30 Flakvierling                                                  |
| Торпедно- мінне озброєння              | 4 носових і один кормовий ТА. 14 торпед або 26 мін TMA або 39 мін TMB                                                             | 4 носових і один кормовий ТА. 14 торпед або 26 мін TMA або 39 мін TMB                                                             |

U-74 — німецький підводний човен типу VII B, що входив до складу Військово-морських сил Третього Рейху за часів Другої світової війни. Закладений 5 листопада 1939 року на верфі Friedrich Krupp Germaniawerft у Кілі. Спущений на воду 31 серпня 1940 року, а 31 жовтня 1940 року корабель увійшов до складу ВМС нацистської Німеччини.

## Історія служби
U-74 належав до німецьких підводних човнів типу VII B, найчисленнішого типу субмарин Третього Рейху, яких випущено 703 одиниці. З березня 1941 до травня 1942 року підводний човен здійснив вісім бойових походів в Атлантичний океан та Середземне море, під час якого потопив 5 суден противника сумарною водотоннажністю 25 619 брутто-реєстрових тонн та два судна пошкодив (11 525 тонн).
Під час восьмого бойового походу U-74 діяв в акваторії Середземного моря і виконував завдання з пошуку та знищення ворожих авіаносців, які входили в Західне Середземномор'я та запускали з району східніше Гібралтару винищувачі на обложену Мальту.
Вдень, 1 травня, U-573 дістав значних пошкоджень від авіаційного нальоту союзної протичовнової авіації і викликав на допомогу. U-74 залишив свою оперативну зону для надання допомоги та о 22:22 години був невдало атакований британським ПЧ «Анброукен». U-74 вийшов у ночі у визначені координати, але не знайшов постраждалий німецький підводний човен, який, як згодом з'ясувалося наступного ранку самостійно дістався порту Картахени в нейтральній Іспанії. Однак літаючий човен «Каталіна», який все ще шукав понівечений човен, і у другій половині дня 2 травня вийшов на U-375. Морська повітряна розвідка вивела на місце події два британських есмінці «Ресле» та «Вішарт». 2 травня 1942 року ці есмінці прочесали навколишні води та потопили U-74 глибинними бомбами та бомбами «Хеджхог» у Середземному морі східніше Картахени; U-375 вдалося втекти. Усі 47 членів екіпажу підводного човна U-74 загинули внаслідок атаки.

## Командири
- Капітан-лейтенант Айтель-Фрідріх Кентрат (31 жовтня 1940 — 23 березня 1942)
- Оберлейтенант-цур-зее Карл Фрідріх (24 березня — 2 травня 1942)

## Перелік уражених U-74 суден у бойових походах
| №                                                              | Дата             | Назва                | Тип                | Належність                              | Водотоннажність (брт) | Вантаж                         | Конвой       | Результат та координати                                                 | Наслідки атаки для екіпажу     | Прим. |
| -------------------------------------------------------------- | ---------------- | -------------------- | ------------------ | --------------------------------------- | --------------------- | ------------------------------ | ------------ | ----------------------------------------------------------------------- | ------------------------------ | ----- |
| Перший похід (5.03—11.04.1941, 38 діб; Берген—Сен-Назер)       |                  |                      |                    |                                         |                       |                                |              |                                                                         |                                |       |
| 1                                                              | 11 березня 1941  | Frodi                | траулер            | Ісландія                                | 123                   | риба                           |              | пошкоджений 61°09′ пн. ш. 14°38′ зх. д. / 61.150° пн. ш. 14.633° зх. д. | 11 (5 загиблих та 6 вцілілих)  |       |
| 2                                                              | 3 квітня 1941    | Leonidas Z. Cambanis | суховантажне судно | Греція                                  | 4274                  | 6500 тонн пшениці              | Конвой SC 26 | потоплено 58°12′ пн. ш. 27°40′ зх. д. / 58.200° пн. ш. 27.667° зх. д.   | 29 (2 загиблих та 27 вцілілих) |       |
| 3                                                              | 3 квітня 1941    | «Вустершир»          | допоміжний крейсер | Військово-морські сили Великої Британії | 11402                 |                                | Конвой SC 26 | пошкоджений 58°19′ пн. ш. 27°25′ зх. д. / 58.317° пн. ш. 27.417° зх. д. | ? (1 загиблий та ? вцілілих)   |       |
| Третій похід (5.07—12.08.1941, 39 діб; Лор'ян—Сен-Назер)       |                  |                      |                    |                                         |                       |                                |              |                                                                         |                                |       |
| 4                                                              | 5 серпня 1941    | Kumasian             | суховантажне судно | Велика Британія                         | 4922                  | 7000 тонн генеральних вантажів | Конвой SL 81 | потоплено 53°26′ пн. ш. 15°40′ зх. д. / 53.433° пн. ш. 15.667° зх. д.   | 60 (1 загинув та 59 вцілілих)  |       |
| Четвертий похід (8.09—26.09.1941, 19 діб; Сен-Назер—Сен-Назер) |                  |                      |                    |                                         |                       |                                |              |                                                                         |                                |       |
| 5                                                              | 19 вересня 1941  | «Левіс»              | корвет             | Військово-морські сили Канади           | 925                   |                                | Конвой SC 44 | потоплений 60°07′ пн. ш. 38°37′ зх. д. / 60.117° пн. ш. 38.617° зх. д.  | 58 (18 загинули та 40 вціліло) |       |
| 6                                                              | 20 вересня 1941  | Empire Burton        | КАТ судно          | Військово-морські сили Великої Британії | 6966                  | 9106 тонн пшениці              | Конвой SC 44 | потоплено 61°34′ пн. ш. 35°05′ зх. д. / 61.567° пн. ш. 35.083° зх. д.   | 54 (3 загиблих та 51 вцілілий) |       |
| П'ятий похід (22.10—12.11.1941, 22 доби; Сен-Назер—Сен-Назер)  |                  |                      |                    |                                         |                       |                                |              |                                                                         |                                |       |
| 7                                                              | 7 листопада 1941 | Nottingham           | суховантажне судно | Велика Британія                         | 8532                  | генеральний вантаж             |              | потоплено 53°24′ пн. ш. 31°51′ зх. д. / 53.400° пн. ш. 31.850° зх. д.   | 62 (усі загинули)              |       |